# أدريان جونسون
أدريان جونسون (بالإنجليزية: Adrienne-Joi Johnson) هي ممثلة أمريكية، ولدت في 3 سبتمبر 1963 في الولايات المتحدة.

## وصلات خارجية
- أدريان جونسون على موقع IMDb (الإنجليزية)
- أدريان جونسون على موقع أول موفي (الإنجليزية)
- أدريان جونسون على موقع قاعدة بيانات الفيلم (الإنجليزية)